# Huayangosaurider
Huayangosaurider (Huayangosauridae) är en dinosauriefamilj som levde under mellersta jura.
Huayangosaurus är den enda säkra medlemmen i familjen, och föregångaren till dinosaurier som Stegosaurus. Huayangosaurus skiljer sig från stegosauriderna genom en rad med tänder i överkäken. Ännu ett släkte, Regnosaurus, kan vara ytterligare en medlem.

## Släkten
- Huayangosaurus
- Regnosaurus?